# Goślinka
Goślinka – struga o długości 9,03 km, lewy dopływ Trojanki.
Ma źródło na południe od wsi Boduszewo, przez którą przepływa. Następnie płynie przy południowej części wsi Rakownia i przez południową część miasta Murowana Goślina, gdzie uchodzi do Trojanki.